# Nakolec
Nakolec (makedonska: Наколец) är en ort i Nordmakedonien. Den ligger i kommunen Resen, i den sydvästra delen av landet, 130 km söder om huvudstaden Skopje. Nakolec ligger 855 meter över havet och antalet invånare är 626. Den ligger vid Prespasjön.